# アンドレア・シュシュニャラ
アンドレア・シュシュニャラ（Andrea Šušnjara、1987年2月26日 - ）は、クロアチアの歌手。ユーゴスラビア社会主義連邦共和国・クロアチア社会主義共和国（現・クロアチア共和国）の中南部の都市スプリト出身。ロシアのモスクワで2009年5月に行われたユーロビジョン・ソング・コンテストの2009年大会に、イゴル・ツクロヴと共にクロアチア代表参加し、「Lijepa tena」を歌う。
アンドレア・シュシュニャラは、幼い頃から音楽に関心を抱き、小学校と並行して初頭音楽学校に通っていた。2004年、ユーロビジョン・ソング・コンテストのクロアチア代表を選ぶ国内選考であるHRTドラに参加したことで本格的なデビューを果たす。同大会でシュシュニャラは、楽曲「Noah」を歌い、準決勝を1位で通過したものの決勝では2位となった。また、同年のスプリト音楽祭では「Kad Zažmirim」を歌い、最優秀新人賞となった。また、翌年のHRTドラでは「Ljudi S Mora」を歌い4位となった。
2005年、シュシュニャラはソープオペラ作品『Villa Maria』のオープニング曲および作中の曲を製作した。2009年、イゴル・ツクロヴの「Lijepa tena」がこの年のユーロビジョンのクロアチア代表を目指して国内選考に参加した際、同曲をプロデュースしたトンチ・フリッチ（Tonči Huljić）がシュシュニャラに共演を求めた。ツクロヴはHRTドラで優勝し、これを請けてツクロヴと共にこの年のユーロビジョンのクロアチア代表として大会に参加することとなった。
2010年5月、スプリトを拠点とするバント・マガジンのヴォーカルに抜擢される